# Compsorhipis bryodemoides
Compsorhipis bryodemoides är en insektsart som beskrevs av Bei-bienko 1932. Compsorhipis bryodemoides ingår i släktet Compsorhipis och familjen gräshoppor. Inga underarter finns listade i Catalogue of Life.